# 瓦爾法茨湖
50°30′10″N 05°53′22″E / 50.50278°N 5.88944°E

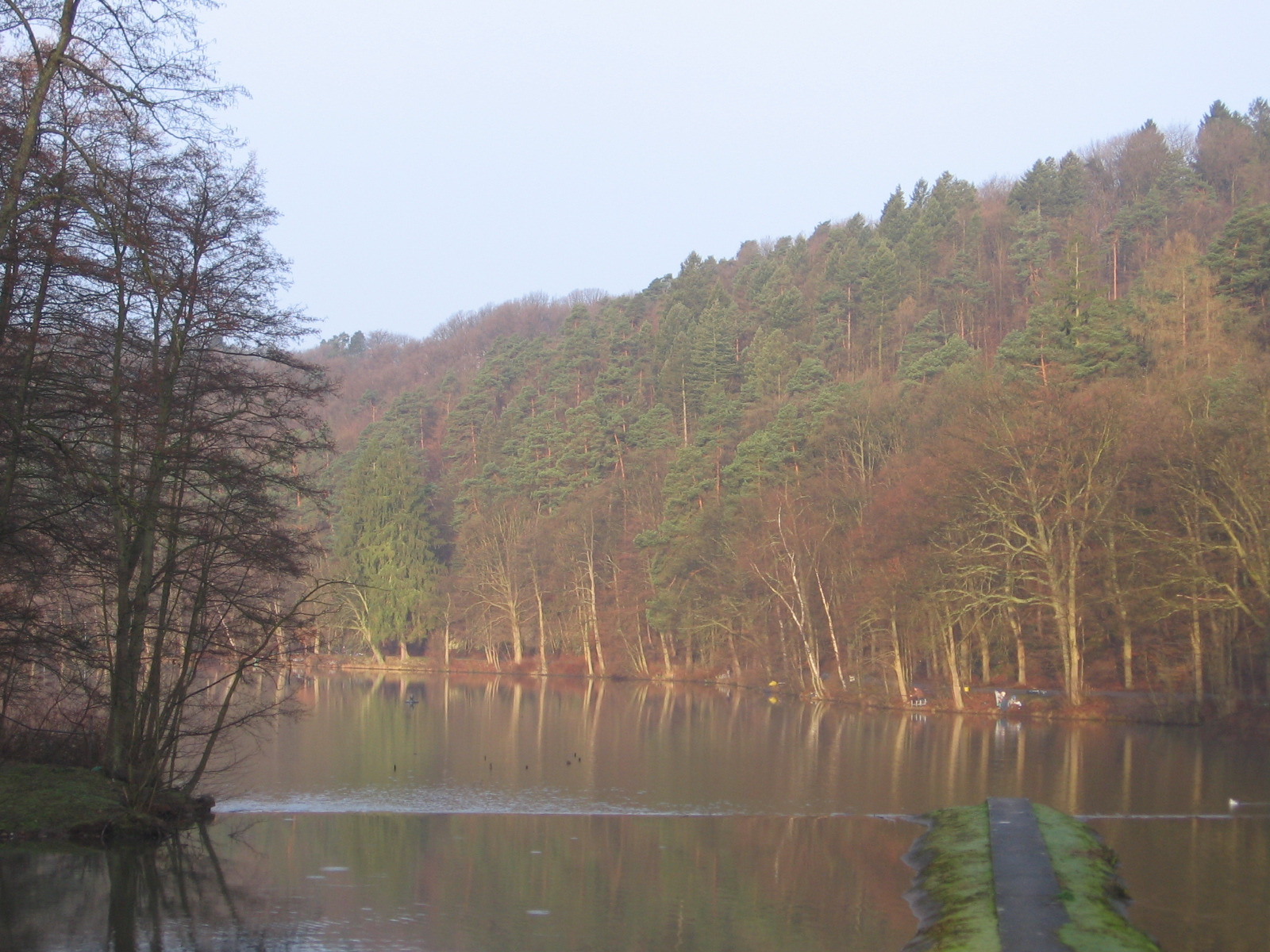

瓦爾法茨湖是比利時的人工湖泊，始建於1892年，長0.6公里、寬0.2公里，面積0.08平方公里，海拔高度295米，蓄水量36萬立方米，是熱門的旅遊地點。

## 外部連結

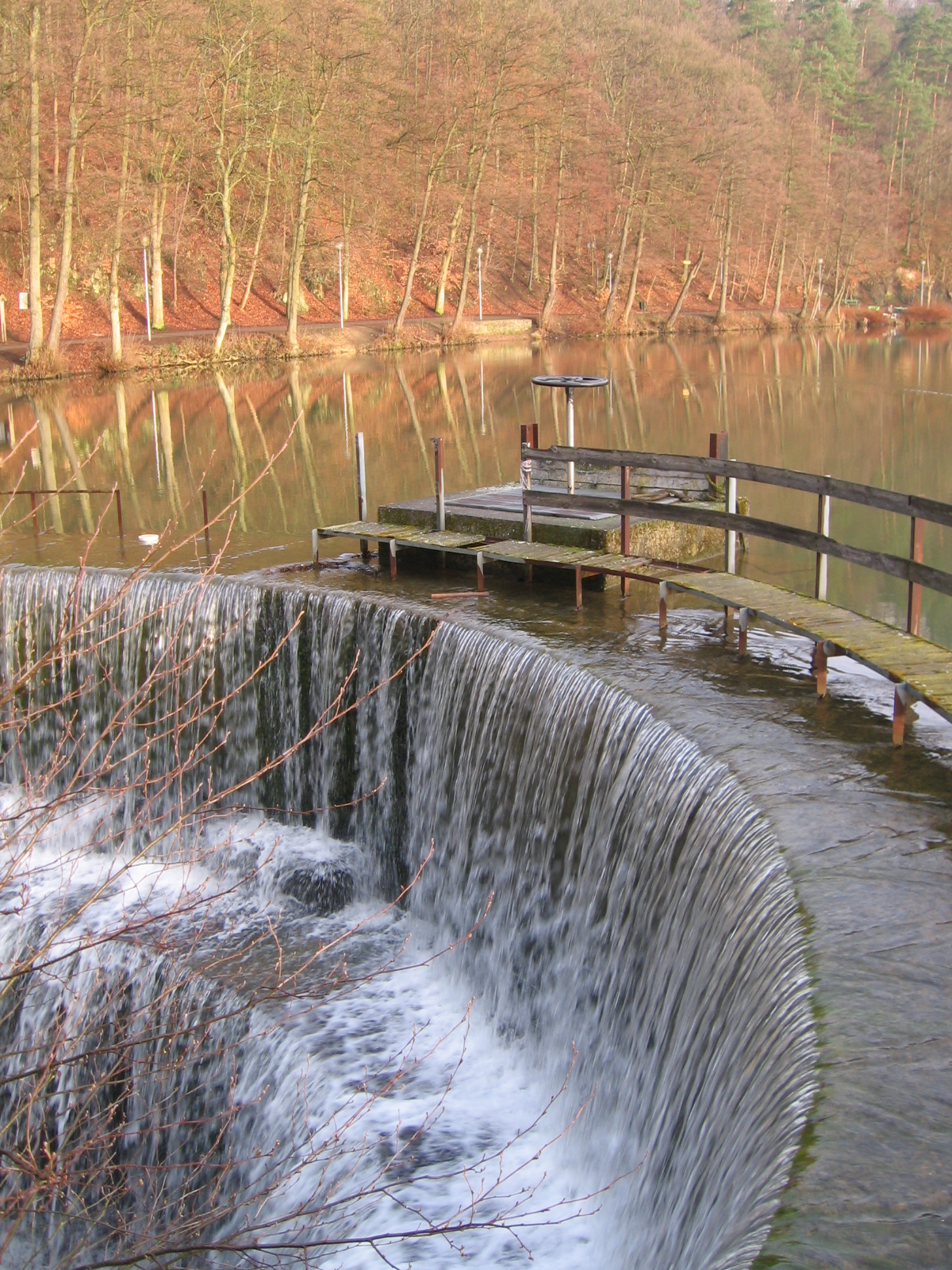
The lake

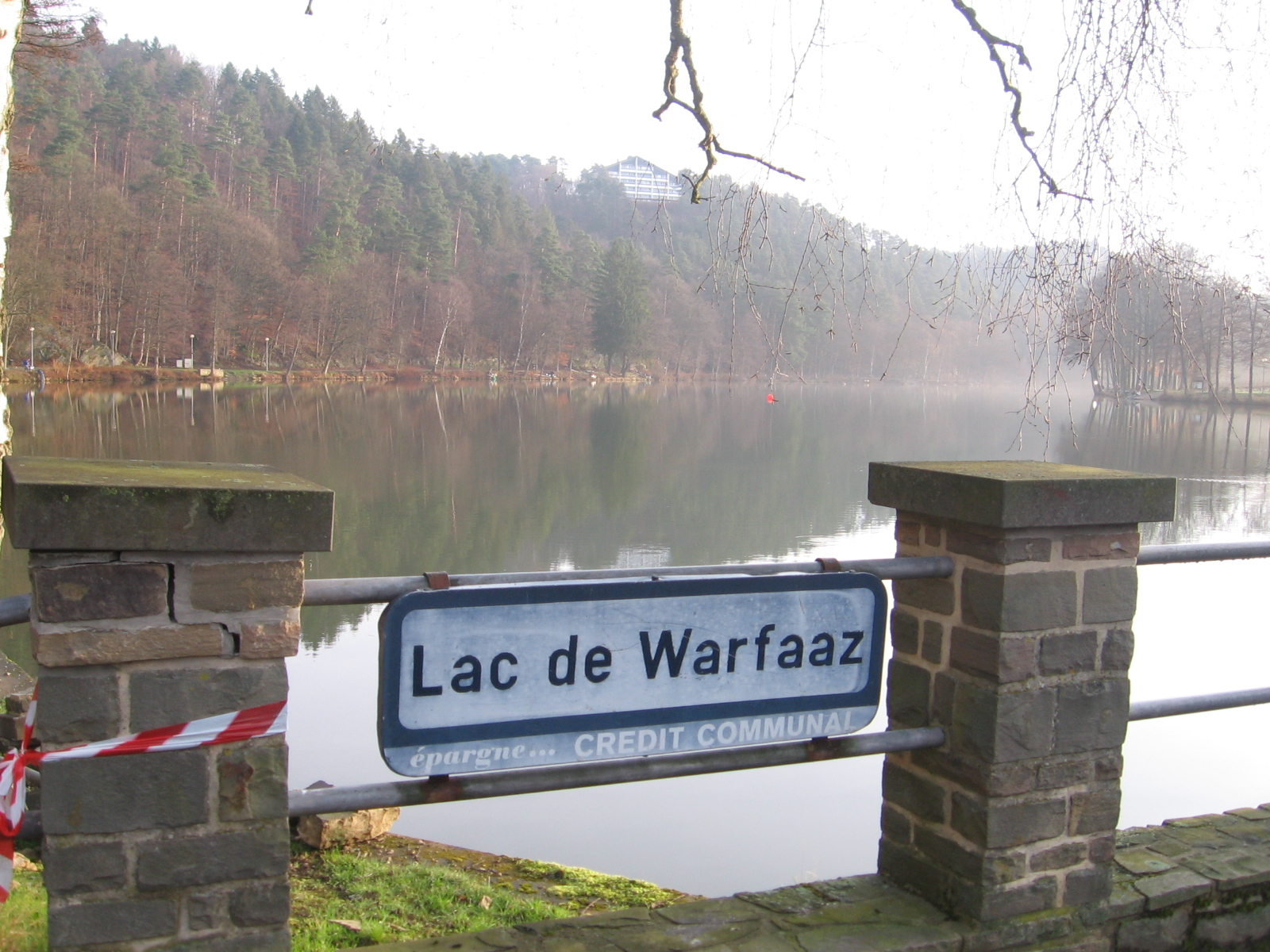
A fall

- Spa info